# Jiří Taussig
Jiří Taussig (28. března 1919 Praha – 24. července 2010 Novato), během druhé světové války uváděn i jako Georg Taussig a po jejím skončení jako Jiří Tesař (později v zámoří jako George Taussig nebo George Tesar), byl česko–židovský fotbalový brankář a mládežnický reprezentant Československa. Vrcholově se věnoval rovněž lednímu hokeji (brankář).

## Život
Od raného mládí pěstoval sport. Odmaturoval na obchodní akademii v Karlíně, která proslula svými vynikajícími fotbalovými a hokejovými výběry. Po maturitě ho rodiče poslali do Belgie, aby se zde naučil francouzsky. Po necelém roce se vrátil do vlasti, která se však po mnichovských událostech změnila v Protektorát Čechy a Morava a Židé v něm začínali čelit značnému útlaku. Nedlouho po začátku okupace Čech, Moravy a Slezska nacistickým Německem byli Židé vyloučeni mj. z tělovýchovy a nesměli být organizováni ve sportovních klubech. Roku 1943 byl Jiří Taussig transportován do KT Terezín, kde se účastnil Terezínské ligy jako brankář mužstva Sklad použitého textilu (Kleiderkammer) a také hrál na trombon a kontrabas v jazzové skupině Ghetto Swingers. V roce 1944 byl přesunut do KT Osvětim-Březinka a krátce poté do KT Oranienburg/Sachsenhausen nedaleko Berlína. Konce války se dočkal v KT Kaufering (Bavorsko), který osvobodila Armáda Spojených států amerických. Po návratu do Prahy se shledal se svým bratrem, který bojoval v britské armádě u Tobruku a změnil si své příjmení z Taussig na Tesař. Jiří Taussig učinil po bratrově vzoru totéž a po válce používal v Československu jméno Jiří Tesař. Po únorovém převratu emigroval do USA, kde žil až do své smrti. Za manželku si vzal bývalou krasobruslařku Elišku Havlovou, s níž měli tři děti a devět vnoučat.

## Fotbalová kariéra
Začínal v DFC Prag. Po maturitě odešel za studii do Belgie a působil v Beerschot VAC. Po válce střežil branku Čechie Karlín v československé lize. Mezi třemi tyčemi karlínské Čechie se střídal s Jiřím Studničkou. Jeho posledním angažmá byla Sparta Chicago, v níž ve věku 31 let ukončil hráčskou kariéru.

### Reprezentace
Jednou nastoupil za dorosteneckou reprezentaci ČSR. Toto utkání se hrálo v neděli 14. listopadu 1937 v Budapešti na tehdejším stadionu Ferencvárose a skončilo výhrou domácího Maďarska 4:1 (poločas 1:0). Pro československé dorostence to byl třetí mezistátní zápas v historii, první od 7. dubna 1929 (Praha, ČSR – Rakousko 0:1) a první hraný mimo Československo. K dalšímu mezistátnímu utkání této kategorie došlo až 23. května 1948 (Budapešť, Maďarsko – ČSR 6:2).

### Prvoligová bilance
| Ročník             | Zápasy | Góly | Minuty | Nuly | Klub             |
| ------------------ | ------ | ---- | ------ | ---- | ---------------- |
| I. liga 1945/46    | 2      | 0    | 180    | 0    | SK Čechie Karlín |
| I. liga 1947/48    | 9      | 0    | 810    | 0    | SK Čechie Karlín |
| CELKEM I. ČS. LIGA | 11     | 0    | 990    | 0    |                  |

## Hokejová kariéra
V československé hokejové lize chytal za I. ČLTK Praha. Byl v širší nominaci československého reprezentačního mužstva na Zimní olympijské hry (1948) ve Svatém Mořici, přednost však nakonec dostala brankářská dvojice Bohumil Modrý a Zdeněk Jarkovský. Ve Francii krátce působil v Racingu Paříž.